# Маринка (Люблінське воєводство)
Маринка (пол. Marynka) — село в Польщі, у гміні Циців Ленчинського повіту Люблінського воєводства.
У 1975-1998 роках село належало до Холмського воєводства.